# Вопака (округ, Вісконсин)
Шаблон:StateAbbr_ 44°29′ пн. ш. 88°58′ зх. д. / 44.48° пн. ш. 88.97° зх. д.
 Вопака (англ. Waupaca County) — округ (графство) у штаті Вісконсин. Ідентифікатор округу 55135.

## Історія
Округ утворений 1853 року.

## Демографія
За даними перепису 
2000 року 
загальне населення округу становило 51731 осіб, зокрема міського населення було 19120, а сільського — 32611.
Серед них чоловіків — 25899, а жінок — 25832. В окрузі було 19863 домогосподарства, 13877 родин, які мешкали в 22508 будинках.
Середній розмір родини становив 3,01.
Віковий розподіл населення поданий у таблиці:
| Стать    | До 15 років | 15-21 | 22-29 | 30-39 | 40-49 | 50-65 | 65-85 | Понад 85 |
| -------- | ----------- | ----- | ----- | ----- | ----- | ----- | ----- | -------- |
| Чоловіки | 5546        | 2489  | 2080  | 3789  | 4098  | 4078  | 3377  | 442      |
| Жінки    | 5259        | 2255  | 2044  | 3694  | 3933  | 3840  | 3897  | 910      |

## Суміжні округи
- Шавано — північ
- Автаґемі — схід
- Віннебаґо — південний схід
- Вошара — південний захід
- Портедж — захід
- Марафон — північний захід

## Виноски
1. ↑  U.S. Decennial Census. United States Census Bureau. Архів оригіналу за 4 квітня 2018. Процитовано 9 серпня 2015.
2. ↑  Historical Census Browser. University of Virginia Library. Архів оригіналу за 11 серпня 2012. Процитовано 9 серпня 2015.
3. ↑  Forstall, Richard L., ред. (27 березня 1995). Population of Counties by Decennial Census: 1900 to 1990. United States Census Bureau. Архів оригіналу за 18 липня 2015. Процитовано 9 серпня 2015.
4. ↑  Census 2000 PHC-T-4. Ranking Tables for Counties: 1990 and 2000 (PDF). United States Census Bureau. 2 квітня 2001. Архів оригіналу (PDF) за 18 грудня 2014. Процитовано 9 серпня 2015.
5. ↑  State & County QuickFacts. United States Census Bureau. Архів оригіналу за 1 лютого 2016. Процитовано 24 січня 2014.(англ.) Наведено за англійською вікіпедією.
6. ↑  American FactFinder. Бюро перепису населення США. Архів оригіналу за 26 лютого 2012. Процитовано 31 січня 2008.

| США | Це незавершена стаття з географії США. Ви можете допомогти проєкту, виправивши або дописавши її. |